# Wallago leerii
Wallago leerii és una espècie de peix de la família dels silúrids i de l'ordre dels siluriformes.

## Morfologia
- Els mascles poden assolir 150 cm de longitud total[1] i 86 kg de pes.[2][3]

## Reproducció
És ovípar.

## Alimentació
Menja gambes.

## Hàbitat
És un peix d'aigua dolça i de clima tropical.

## Distribució geogràfica
Es troba a Àsia: des de Tailàndia fins a Indonèsia.

## Ús comercial
Es menja fresc o en salaó.